# Norra Mörestjärnen
Norra Mörestjärnen är en sjö i Torsby kommun i Värmland och ingår i Göta älvs huvudavrinningsområde.